# 格尼金齊
50°26′43″N 32°48′32″E / 50.44528°N 32.80889°E
格尼金齊（烏克蘭語：Гнідинці）是位於烏克蘭北部切爾尼希夫州裏普里盧基區的村莊，面積3.37平方公里，海拔高度130米，2006年人口1,049，人口密度每平方公里311.28人。